# 1st + 2nd
1st + 2nd è una compilation del gruppo britannico Led Zeppelin, pubblicata in Germania nel 1970.

## Tracce
1. Good Times, Bad Times – 2:48
2. Babe I'm Gonna Leave You – 6:40
3. You Shook Me – 6:30
4. Dazed And Confused – 6:27
5. Your Time Is Gonna Come – 4:41
6. Black Mountain Side – 2:06
7. Communication Breakdown – 2:26
8. I Can't Quit You Babe – 4:42
9. How Many More Times – 3:30
10. Whole Lotta Love – 5:33
11. What Is And What Should Never Be – 4:47
12. The Lemon Song – 6:20
13. Thank You – 3:50
14. Heartbreakers – 4:15
15. Living Loving Maid – 2:40
16. Ramble On – 4:35
17. Moby Dick – 4:25
18. Bring It On Home – 4:19